# Melle (Belgia)
Melle este o comună neerlandofonă situată în provincia Flandra de Est, regiunea Flandra din Belgia. La 1 ianuarie 2011 avea o populație totală de 10.873 locuitori. 

## Geografie
Comuna actuală Melle a fost formată în urma unei reorganizări teritoriale în anul 1977, prin înglobarea într-o singură entitate a 2 comune învecinate. Suprafața totală a comunei este de 15,21 km². Comuna este subdivizată în secțiuni, ce corespund aproximativ cu fostele comune de dinainte de 1977. Acestea sunt:
| - I. Melle - II. Gontrode - XI. |

Localitățile limitrofe sunt:
- a. Heusden (Destelbergen)
- b. Wetteren
- c. Gijzenzele (Oosterzele)
- d. Landskouter (Oosterzele)
- e. Lemberge (Merelbeke)
- f. Merelbeke
- g. Gentbrugge (Gent)

1. ↑  GeoNames, accesat în 17 noiembrie 2022